# Венская ратуша

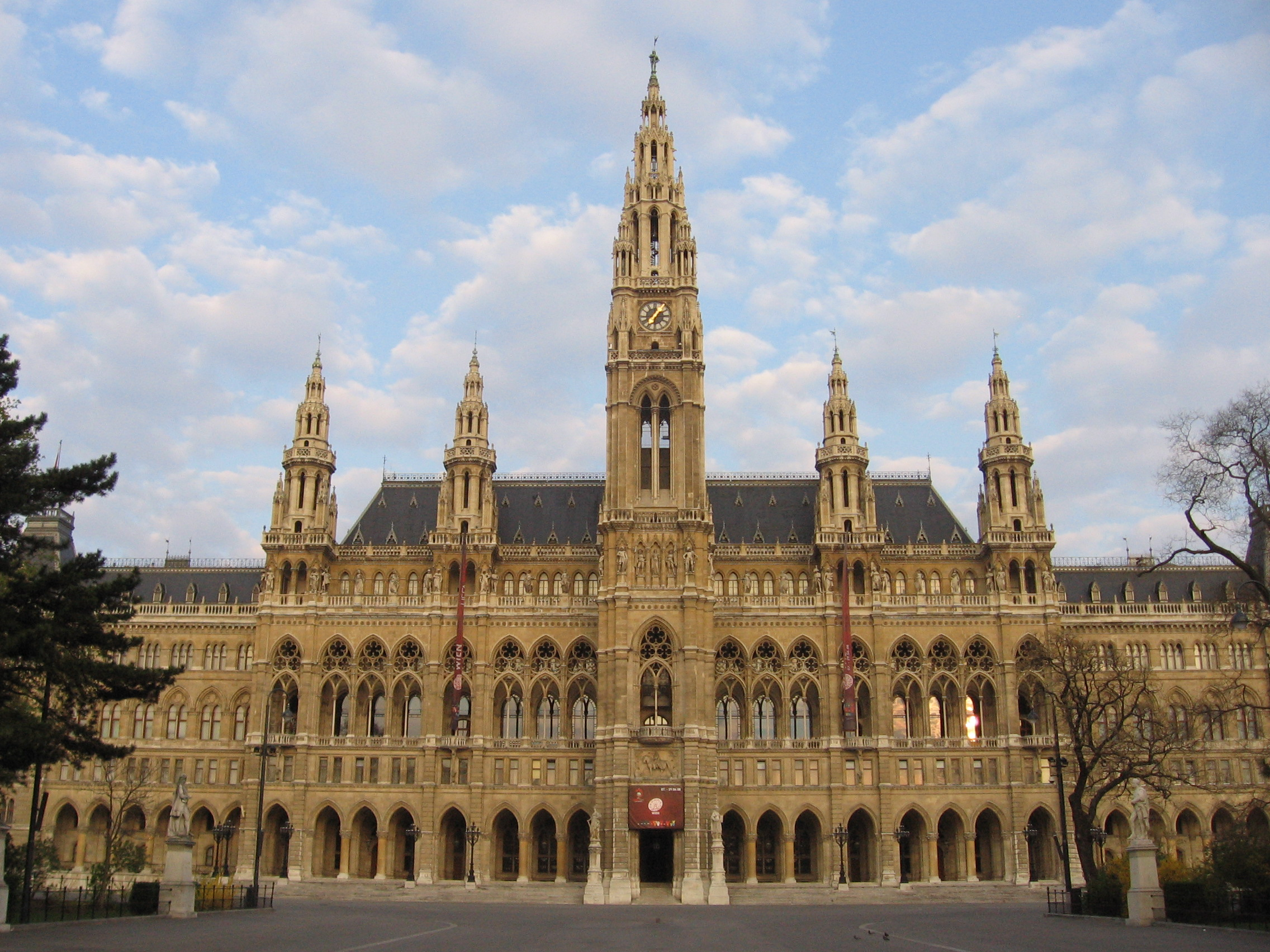
Венская ратуша

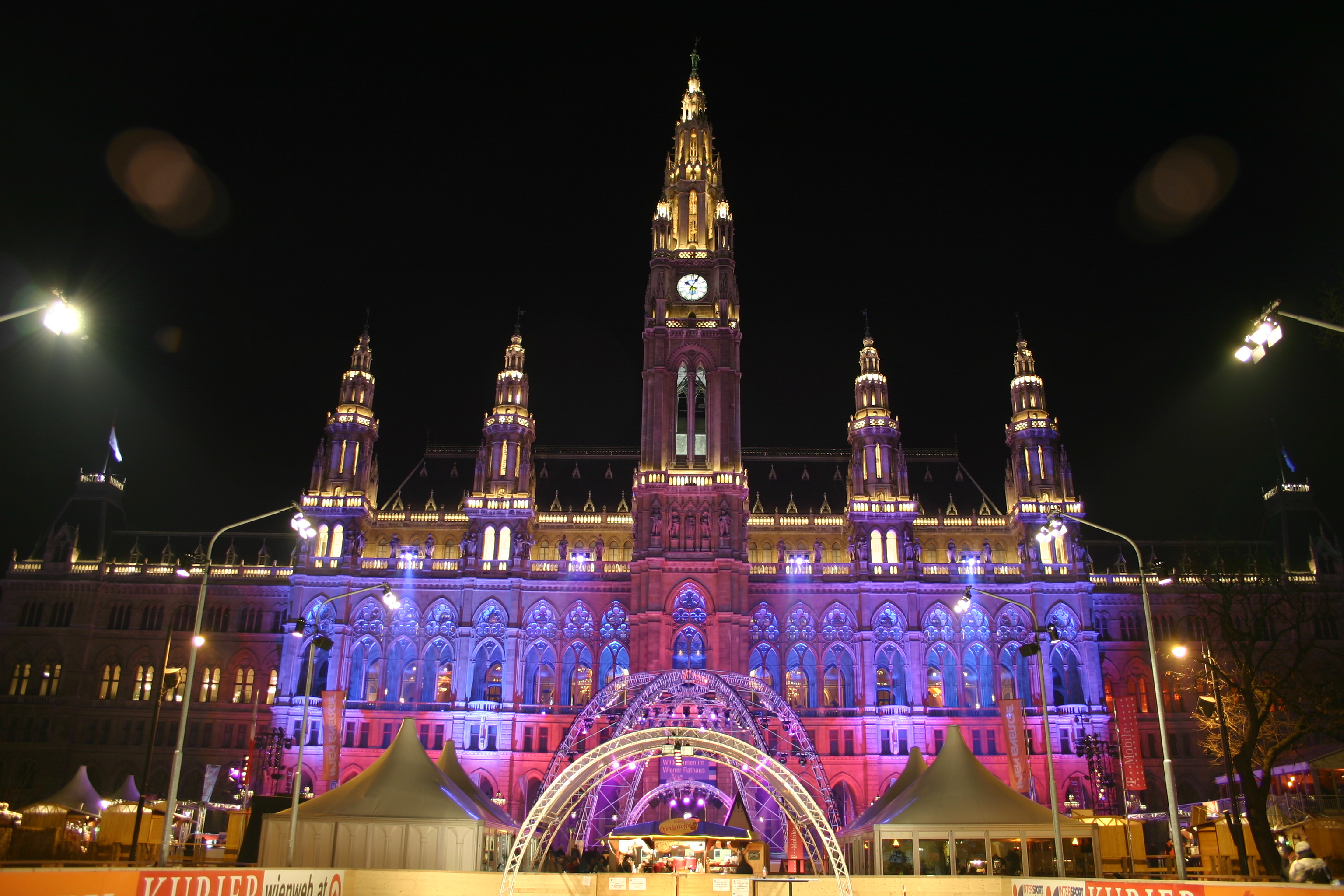
Венская ратуша и знаменитый каток «Венская ледяная мечта» ночью

Венская ратуша (нем. Wiener Rathaus) расположена на площади Фридриха Шмидта (нем. Friedrich-Schmidt-Platz) в 1-м округе (Внутренний Город). Здание было построено в 1872—1883 гг. по проекту архитектора Фридриха фон Шмидта при участии Франца фон Ноймана. Здесь находятся служебные помещения бургомистра города и муниципалитета. В ратуше проходят также заседания ландтага.

## История
К середине XIX века многочисленные венские пригороды вошли в состав города, и его площадь и население значительно увеличились, и здание Старой ратуши на улице Випплингерштрассе (нем. Wipplingerstraße) перестало удовлетворять город. В 1868 году был объявлен конкурс на строительство новой ратуши, в котором победил немецкий архитектор Фридрих фон Шмидт.
Первоначально новую ратушу собирались возвести напротив городского парка, однако в конце концов под неё была выделена часть площади Гласис (нем. Glacis) в Йозефштадте, использовавшейся для проведения парадов. Относительно этого места между городом и монархией длительное время существовали разногласия.
Для новой ратуши, как и для многих зданий, построенных в это время на проложенной вместо городской стены улице Рингштрассе, был выбран «исторический стиль». Фасад здания представляет собой характерный пример светского сооружения в неоготическом стиле. Внешний облик и прежде всего башня высотой 105 м выполнен в традициях фламандских готических ратуш, намекая на средневековые городские свободы. Семь дворов ратуши придают зданию облик барочного дворца.
Здание занимает земельный участок размером в 19 592 м², общая площадь помещений составляет 113 тыс. м². Длина здания — 152 м, ширина 127 м. В здании 1575 помещений и 2 035 окон. Затраты на строительство ратуши составили около 14 млн гульденов.
Парадный зал ратуши длиной 71 м и шириной 20 м украшен скульптурами известных венских мастеров. Зал и прилегающие помещения используются для проведения выставок, концертов и балов. В общей сложности в ратуше проходит около 800 мероприятий в год.
На вершине башни установлена железная скульптура стража ратуши «Ратхаусмана» (нем. Rathausmann) высотой в 3,5 м в образе знаменосца в доспехах по образцу парадных доспехов императора Максимилиана I. На фасаде установлены четыре статуи работы скульптора Антонa Бренекa .
На площади Фридриха Шмидта за зданием ратуши установлен памятник архитектору Фридриху фон Шмидту работы Эдмунда Хофманна фон Аспернбурга и Юлиуса Дайнингера (1896).